# Населення Лівії
Населення Лівії. Чисельність населення країни 2015 року становила 6,411 млн осіб (108-ме місце у світі). Згідно з даними ООН, 12 % населення країни становлять трудові мігранти. Чисельність лівійців стабільно збільшується, народжуваність 2015 року становила 18,03 ‰ (104-те місце у світі), смертність — 3,58 ‰ (214-те місце у світі), природний приріст — 2,23 % (38-ме місце у світі) . 

## Природний рух

### Відтворення
Народжуваність у Лівії, станом на 2015 рік, дорівнює 18,03 ‰ (104-те місце у світі). Коефіцієнт потенційної народжуваності 2015 року становив 2,05 дитини на одну жінку (113-те місце у світі). Рівень застосування контрацепції 41,9 % (станом на 2007 рік).
Смертність в Лівії 2015 року становила 3,58 ‰ (214-те місце у світі).
Природний приріст населення в країні 2015 року становив 2,23 % (38-ме місце у світі).

### Вікова структура

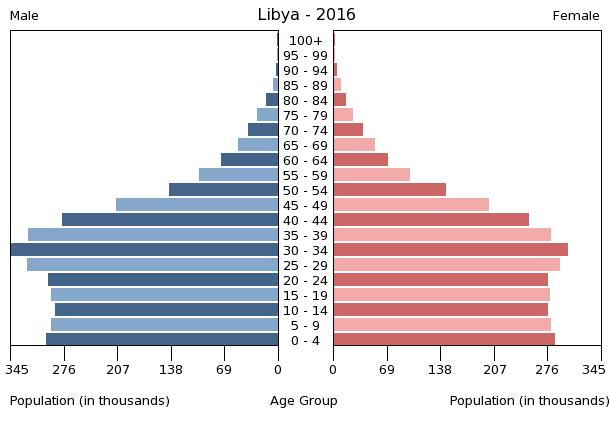
Віково-статева піраміда населення Лівії, 2016 рік

Середній вік населення Лівії становить 28,5 року (129-те місце у світі): для чоловіків — 28,6, для жінок — 28,3 року. Очікувана середня тривалість життя 2015 року становила 76,26 року (88-ме місце у світі), для чоловіків — 74,54 року, для жінок — 78,06 року.
Вікова структура населення Лівії, станом на 2015 рік, мала такий вигляд:
- діти віком до 14 років — 26,52 % (869 583 чоловіки, 830 751 жінка);
- молодь віком 15—24 роки — 17,77 % (588 243 чоловіки, 551 139 жінок);
- дорослі віком 25—54 роки — 46,62 % (1 567 608 чоловіків, 1 421 246 жінок);
- особи передпохилого віку (55—64 роки) — 4,97 % (163 133 чоловіки, 155 703 жінки);
- особи похилого віку (65 років і старіші) — 4,12 % (132 740 чоловіків, 131 630 жінок)[1].

### Шлюбність— розлучуваність
Коефіцієнт шлюбності, тобто кількість шлюбів на 1 тис. осіб за календарний рік, дорівнює 6,0; коефіцієнт розлучуваності — 0,3; індекс розлучуваності, тобто відношення шлюбів до розлучень за календарний рік — 5 (2002). Середній вік, коли чоловіки беруть перший шлюб, дорівнює 32 року, жінки — 29,2 року, загалом — 30,6 року (дані за 1995 рік).

## Розселення
Густота населення країни 2015 року становила 3,6 особи/км² (229-те місце у світі).

### Урбанізація
Лівія високоурбанізована країна. Рівень урбанізованості становить 78,6 % населення країни (станом на 2015 рік), темпи зростання частки міського населення — 1,13 % (оцінка тренду за 2010—2015 роки).
Головні міста держави: Триполі (столиця) — 1,126 млн осіб (дані за 2015 рік).

### Міграції
Річний рівень імміграції 2015 року становив 7,8 ‰ (15-те місце у світі). Цей показник не враховує різниці між законними і незаконними мігрантами, між біженцями, трудовими мігрантами та іншими.

#### Біженці й вимушені переселенці
Станом на 2015 рік, у країні постійно перебуває 5,38 тис. палестинських біженців. У той самий час у країні, станом на 2015 рік, налічується 348,37 тис. внутрішньо переміщених осіб під час громадянської війни 2011 року і міжетнічних зіткнень 2014 року.
Лівія є членом Міжнародної організації з міграції (IOM).

## Расово-етнічний склад
| Етнічний склад (2015 рік) | Етнічний склад (2015 рік) | Етнічний склад (2015 рік) | Етнічний склад (2015 рік) | Етнічний склад (2015 рік) |
| ------------------------- | ------------------------- | ------------------------- | ------------------------- | ------------------------- |
| Етнос:                    |                           |                           | Відсоток:                 |                           |
| бербери і араби           | бербери і араби           |                           | 97%                       | 97%                       |
| інші                      | інші                      |                           | 3%                        | 3%                        |

Головні етноси країни: бербери і араби — 97 %, інші (греки, мальтійці, італійці, єгиптяни, пакистанці, турки, індійці, тунісці) — 3 % населення.

## Мови
| Мови Лівії (2015 рік) | Мови Лівії (2015 рік) | Мови Лівії (2015 рік) | Мови Лівії (2015 рік) | Мови Лівії (2015 рік) |
| --------------------- | --------------------- | --------------------- | --------------------- | --------------------- |
| Мова:                 |                       |                       | Відсоток:             |                       |
| арабська              | арабська              |                       | %                     | %                     |
| італійська            | італійська            |                       | %                     | %                     |
| англійська            | англійська            |                       | %                     | %                     |
| берберська            | берберська            |                       | %                     | %                     |

Офіційна мова: арабська. Інші поширені мови: італійська, англійська, берберська (різні діалекти).

## Релігії
| Релігії в Лівії (2009 рік) | Релігії в Лівії (2009 рік) | Релігії в Лівії (2009 рік) | Релігії в Лівії (2009 рік) | Релігії в Лівії (2009 рік) |
| -------------------------- | -------------------------- | -------------------------- | -------------------------- | -------------------------- |
| Віросповідання:            |                            |                            | Відсоток:                  |                            |
| мусульмани                 | мусульмани                 |                            | 96.6%                      | 96.6%                      |
| християни                  | християни                  |                            | 2.7%                       | 2.7%                       |
| інші                       | інші                       |                            | 0.7%                       | 0.7%                       |
| агностики                  | агностики                  |                            | 0.2%                       | 0.2%                       |

Головні релігії й вірування, які сповідує, і конфесії та церковні організації, до яких відносить себе населення країни: іслам (сунізм, державна релігія) — 96,6 %, християнство — 2,7 %, буддизм — 0,3 %, індуїзм — 0,1 %, юдаїзм — 0,1 %, місцеві вірування — 0,1 %, не визначились — 0,2 %, інші — 0,1 % (станом на 2010 рік). У країні присутня також ібадитська течія ісламу, яку не офіційно сповідують до 1 % населення.

## Освіта
Рівень письменності 2015 року становив 91 % дорослого населення (віком від 15 років): 96,7 % — серед чоловіків, 85,6 % — серед жінок.
Дані про державні витрати на освіту у відношенні до ВВП країни, станом на 2015 рік, відсутні.

## Охорона здоров'я
Забезпеченість лікарями в країні на рівні 1,9 лікаря на 1000 мешканців (станом на 2009 рік). Забезпеченість лікарняними ліжками в стаціонарах — 3,7 ліжка на 1000 мешканців (станом на 2012 рік). Загальні витрати на охорону здоров'я 2014 року становили 5 % ВВП країни (162-ге місце у світі).
Смертність немовлят до 1 року, станом на 2015 рік, становила 11,48 ‰ (125-те місце у світі); хлопчиків — 12,42 ‰, дівчаток — 10,5 ‰. Рівень материнської смертності 2015 року становив 9 випадків на 100 тис. народжень (102-ге місце у світі).
Лівія входить до складу ряду міжнародних організацій: Міжнародного руху (ICRM) і Міжнародної федерації товариств Червоного Хреста і Червоного Півмісяця (IFRCS), Дитячого фонду ООН (UNISEF), Всесвітньої організації охорони здоров'я (WHO).

### Захворювання
Кількість хворих на СНІД невідома, Дані про кількість смертей від цієї хвороби за 2014 рік відсутні.
Частка дорослого населення з високим індексом маси тіла 2014 року становила 31,9 % (35-те місце у світі); частка дітей віком до 5 років зі зниженою масою тіла становила 5,6 % (оцінка на 2007 рік). Ця статистика показує як власне стан харчування, так і наявну/гіпотетичну поширеність різних захворювань.

### Санітарія
Доступ до облаштованих джерел питної води 2001 року мало 54,2 % населення в містах і 54,9 % в сільській місцевості; загалом 54,4 % населення країни. Відсоток забезпеченості населення доступом до облаштованого водовідведення (каналізація, септик): в містах — 96,8 %, в сільській місцевості — 95,7 %, загалом по країні — 96,6 % (станом на 2015 рік). Споживання прісної води, станом на 2000 рік, дорівнює 4,33 км³ на рік, або 796,1 тонни на одного мешканця на рік: з яких 14 % припадає на побутові, 3 % — на промислові, 83 % — на сільськогосподарські потреби.

## Соціально-економічне становище
Співвідношення осіб, що в економічному плані залежать від інших, до осіб працездатного віку (15—64 роки) загалом становить 52,4 % (станом на 2015 рік): частка дітей — 45,5 %; частка осіб похилого віку — 6,9 %, або 14,5 потенційно працездатного на 1 пенсіонера. Загалом ці показники характеризують рівень потреби державної допомоги в секторах освіти, охорони здоров'я та пенсійного забезпечення, відповідно. За межею бідності перебувала приблизно 1/3 населення країни. Дані про розподіл доходів домогосподарств у країні відсутні.
Станом на 2013 рік, у країні 13,08 тис. осіб не мали доступу до електромереж; 99,8 % населення має доступ, в містах цей показник дорівнює 100 %, у сільській місцевості — 99,1 %. Рівень проникнення інтернет-технологій надзвичайно низький. Станом на липень 2015 року в країні налічувалось 1,219 млн унікальних інтернет-користувачів (114-те місце у світі), що становило 19 % загальної кількості населення країни.

### Трудові ресурси
Загальні трудові ресурси 2015 року становили 1,195 млн осіб (137-ме місце у світі). Зайнятість економічно активного населення у господарстві країни розподіляється таким чином: аграрне, лісове і рибне господарства — 17 %; промисловість і будівництво — 23 %; сфера послуг — 59 % (станом на 2004 рік). Безробіття 2014 року дорівнювало 30 % працездатного населення (187-ме місце у світі); серед молоді у віці 15—24 років ця частка становила 48,7 %, серед юнаків — 40,8 %, серед дівчат — 67,8 %.

## Кримінал

### Торгівля людьми
Згідно зі щорічною доповіддю про торгівлю людьми (англ. Trafficking in Persons Report) Управління з моніторингу та боротьби з торгівлею людьми Державного департаменту США, уряд Лівії не докладає зусиль у боротьбі з явищем примусової праці, сексуальної експлуатації, незаконною торгівлею внутрішніми органами, законодавство не відповідає мінімальним вимогам американського закону 2000 року щодо захисту жертв (англ. Trafficking Victims Protection Act's), країна перебуває у списку третього рівня.

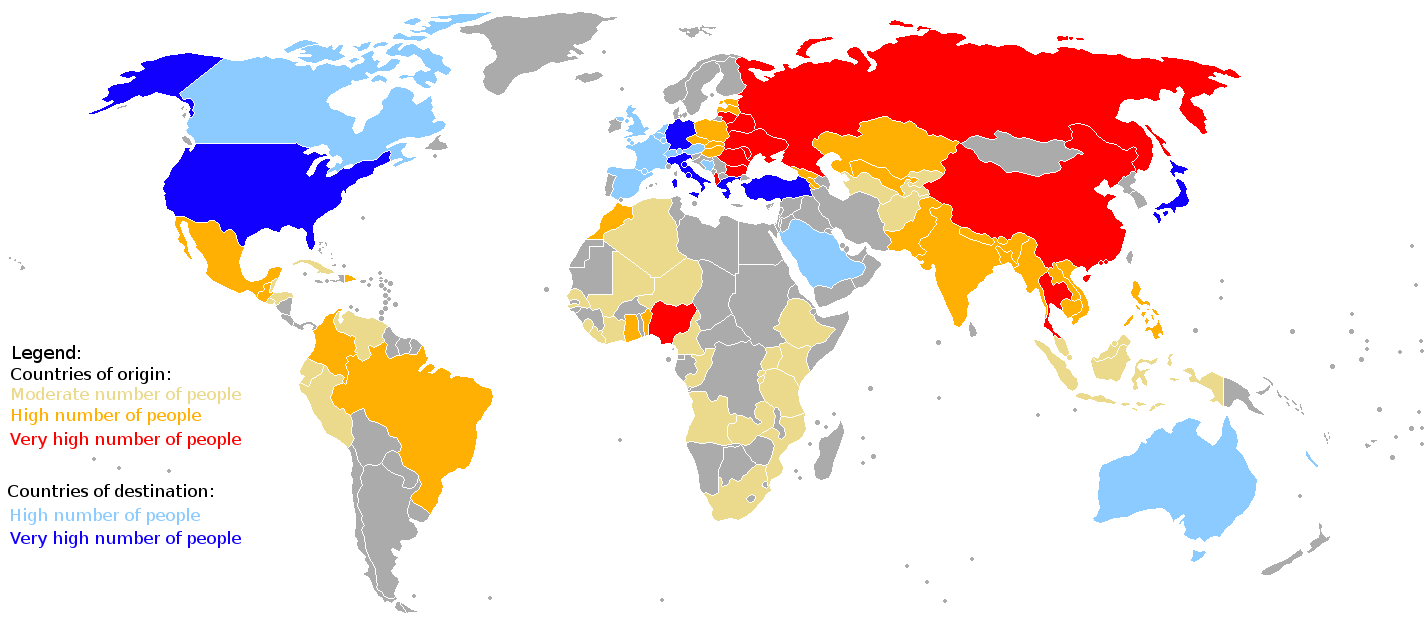
Країни-донори (червоний) і країни-реципієнти кримінальних потоків  (англ.)
Глобальна боротьба з торгівлею людьми (англ.)

## Гендерний стан
Статеве співвідношення (оцінка 2015 року):
- при народженні — 1,05 особи чоловічої статі на 1 особу жіночої;
- у віці до 14 років — 1,05 особи чоловічої статі на 1 особу жіночої;
- у віці 15—24 років — 1,07 особи чоловічої статі на 1 особу жіночої;
- у віці 25—54 років — 1,1 особи чоловічої статі на 1 особу жіночої;
- у віці 55—64 років — 1,05 особи чоловічої статі на 1 особу жіночої;
- у віці за 64 роки — 1,01 особи чоловічої статі на 1 особу жіночої;
- загалом — 1,08 особи чоловічої статі на 1 особу жіночої[1].

## Демографічні дослідження
Демографічні дослідження у країні ведуться рядом державних і наукових установ:

### Українською
- Атлас. 10—11 клас. Економічна і соціальна географія світу / упорядники :  О. Я. Скуратович, Н. І. Чанцева. — К. : ДНВП «Картографія», 2010. — ISBN 978-966-475-639-3.
- Атлас світу / голов. ред. І. С. Руденко ; зав. ред. В. В. Радченко ; відп. ред. О. В. Вакуленко. — К. : ДНВП «Картографія», 2005. — 336 с. — ISBN 9666315467.
- Безуглий В. В. Економічна і соціальна географія зарубіжних країн : Навчальний посібник. — К. : ВЦ «Академія», 2007. — 704 с. — ISBN 978-966-580-239-6.
- Безуглий В. В., Козинець С. В. Регіональна економічна і соціальна географія світу : Навчальний посібник. — видання 2-ге, доп., перероб. — К. : ВЦ «Академія», 2007. — 688 с. — ISBN 966-580-144-9.
- Головченко В. І., Кравчук О. Країнознавство: Азія, Африка, Латинська Америка, Австралія і Океанія. — К., 2006. — 335 с. — ISBN 966-8939-04-2.
- Гудзеляк І. І. Географія населення: Навчальний посібник / І. Гудзеляк. — Л. : Видавничий центр ЛНУ імені Івана Франка, 2008. — 232 с. — ISBN 978-966-613-599-8.
- Дахно І. І. Країни світу: Енциклопедичний довідник / І. І. Дахно, С. М. Тимофієв. — К. : Мапа, 2011. — 606 с. — (Бібліотека нового українця) — ISBN 978-966-8804-23-6.
- Дахно І. І. Економічна географія зарубіжних країн : навчальний посібник. — К. : Центр учбової літератури, 2014. — 319 с. — ISBN 978-611-01-0682-5.
- Джаман В. О. Регіональні системи розселення: демографічні аспекти. — Чернівці : Рута, 2003. — 392 с. — ISBN 9665685988.
- Дорошенко Л. С. Демографія: Навчальний посібник. — К. : МАУП, 2005. — 112 с. — ISBN 966-608-442-2.
- Дубович І. А. Країнознавчий словник-довідник. — 5-те вид., перероб. і доп. — К. : Знання, 2008. — 839 с. — ISBN 978-966-346-330-8.
- Економічна і соціальна географія країн світу. Навчальний посібник / За ред. Кузика С. П. — Л. : Світ, 2002. — 672 с. — ISBN 966-603-178-7.
- Загальна медична географія світу / В. О. Шевченко [та ін.] — К. : [б.в.], 1998. — 178 с.
- Книш М. М., Мамчур О. І. Регіональна економічна і соціальна географія світу (Латинська Америка та Карибські країни, Африка, Азія, Океанія) : навч. посіб. — Л. : ЛНУ ім. Івана Франка, 2013. — 368 с. — ISBN 978-617-10-0007-0.
- Крисаченко В. С. Динаміка населення: Популяційні, етнічні та глобальні виміри. — К. : Видавництво Національного інституту стратегічних досліджень, 2005. — 368 с. — ISBN 966-554-083-1.
- Любіцева О. О., Мезенцев К. В., Павлов С. В. Географія релігій. — К. : АртЕК, 1999. — 504 с. — ISBN 966-505-006-0.
- Масляк П. О. Країнознавство. — К. : Знання, 2007. — 292 с. — (Вища освіта XXI століття)
- Масляк П. О., Дахно І. І. Економічна і соціальна географія світу / П. О. Масляк, І. І. Дахно ; за ред. П. О. Масляка. — К. : Вежа, 2003. — 280 с. — ISBN 966-7091-53-8.

### Російською
- (рос.) Ливия // Демографический энциклопедический словарь / главн. ред. Валентей Д. И. — М. : Советская энциклопедия, 1985. — 608 с.
- (рос.) Ливия // Африка: энциклопедический справочник [в 2-х тт.] / гл. ред. А. Громыко. — М. : Советская энциклопедия, 1987. — Т. 2. — 671 с.
- (рос.) Ливия // Страны и народы. Африка. Общий обзор. Северная Африка / Редкол. : А. А. Громыко и др. — М. : «Мысль», 1982. — 349 с. — (Страны и народы) — 180 тис. прим.
- (рос.) Атлас народов мира / Отв. ред. С. И. Брук и В. С. Апенченко. — М. : ГУГК ГГК СССР и Институт этнографии им. Н. Н. Миклухо-Маклая АН СССР, 1964. — 185 с. — 20 тис. прим.
- (рос.) Численность и расселение народов мира. Этнографические очерки / под ред. С. И. Брука. — М. : Издательство АН СССР, 1962. — 487 с.
- (рос.) Лаппо Г. М. География городов: Учебное пособие для географических факультетов вузов. — М. : Туманит, изд. центр ВЛАДОС, 1997. — 476 с. — ISBN 5-691-00047-0.
- (рос.) Ягельский А. География населения. — М. : Прогресс, 1980. — 383 с.